# Alpha-Kurs

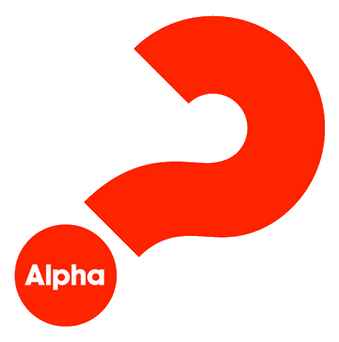
Alpha-Logo

Der Alpha-Kurs (in der Schweiz Alphalive) ist ein Kurs über Grundlagen des christlichen Glaubens. Oftmals wird er auch nur „Alpha“ genannt, um zu verdeutlichen, dass es sich nicht um einen „Kurs“ im Sinne eines Unterrichts handelt. Ursprünglich wurde er in den 1970er Jahren in der Holy Trinity Brompton Church, einer anglikanischen Gemeinde in London, entwickelt. Alpha wird in 113 verschiedenen Sprachen in über 169 Ländern der Welt angeboten und wurde bisher bereits von 24 Millionen Menschen besucht (Stand April 2023). Derzeit werden über 30.000 Alphas in fast allen christlichen Denominationen angeboten.

## Struktur

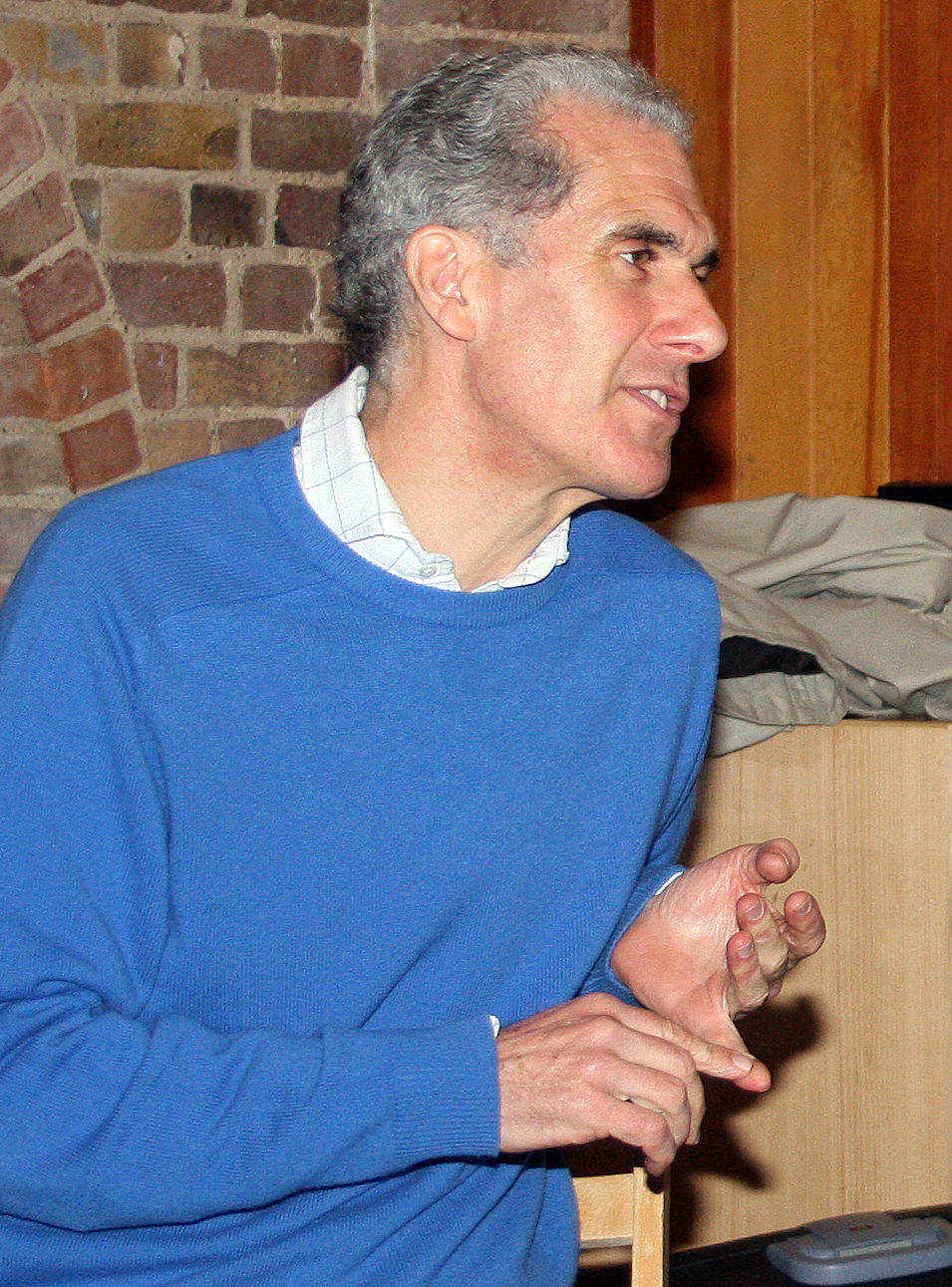
Nicky Gumbel, Vikar an der Holy Trinity Brompton, Pionier des Alpha-Kurses

Der Alpha-Kurs besteht aus einer Reihe von 10 Abenden sowie häufig einem gemeinsamen Wochenende. Die Abende beginnen mit einem gemeinsamen Abendessen, gefolgt von einem Vortrag. Nach dem Vortrag bieten Kleingruppen die Möglichkeit, über das Thema des Vortrages zu diskutieren.
Die Vortragsthemen decken grundlegende Themen des christlichen Glaubens ab:
- Hat das Leben mehr zu bieten?
- Wer ist Jesus?
- Warum starb Jesus?
- Was kann mir Gewissheit im Glauben geben?
- Wie kann man die Bibel lesen?
- Warum und wie bete ich?
- Wie führt uns Gott?
- Wer ist der Heilige Geist?
- Wie widerstehe ich dem Bösen?
- Warum mit anderen darüber reden?
- Heilt Gott auch heute noch?
- Welchen Stellenwert hat die Kirche?

Alpha-Kurse werden für die Besucher kostenlos angeboten und richten sich an mehrere Personenkreise:
- Gemeindemitglieder, die mit anderen Menschen über ihren Glauben und ihre Fragen sprechen möchten.
- Personen, die erst vor kurzer Zeit Christen geworden sind und sich mit den Kernaussagen des christlichen Glaubens in strukturierter Form auf einer persönlichen Ebene auseinandersetzen wollen.
- Menschen ohne oder mit geringen Erfahrungen über den christlichen Glauben, die sich für diesen interessieren oder ihn unverbindlich kennenlernen wollen.

Die Vorträge wurden auch von Nicky Gumbel als Buch veröffentlicht. Sie stehen als Videofilme zur Verfügung, empfohlen wird jedoch der Vortrag durch einen örtlichen Referenten. Dieser trägt oft auch eigene Texte zum Themenrahmen vor. Die nationalen Vereinigungen bieten Veranstaltern auch Schulungen zur Organisation und Gruppenleitung an.

## Formate
Es existieren eigene Versionen des Alpha-Kurses für spezifische demografische Gruppen. Dazu gehören:
- Alpha
- Alpha Youth Series für Jugendliche
- Alpha für Firmgruppen (mit zusätzlichen römisch-katholisch Inhalten für die Vorbereitung auf die Firmung)[3]
- Alpha für Studierende
- Alpha im Gefängnis
- Der Ehekurs
- Der Ehe-Vorbereitungskurs
- Der Elternkurs

## Geschichte
Der Alpha-Kurs hat seinen Ursprung in der Holy Trinity Brompton Church, einer anglikanischen Gemeinde in London. 1977 entwickelte Charles Marnham, ein Pastor der Gemeinde, den Alpha-Kurs (englisch Alpha course) als eine Möglichkeit für neue Christen, sich mit den Grundlagen des christlichen Glaubens auseinanderzusetzen. 1990 übernahm Nicky Gumbel die Leitung des Alpha-Kurses. Unter seiner Führung breitete sich das Alpha-Kurs-Konzept über die Grenzen der Holy Trinity Brompton Church hinaus aus. 1996 wurde das Konzept durch die Geistliche Gemeindeerneuerung in der Evangelischen Kirche (GGE) nach Deutschland gebracht.

## Deutschsprachige Länder
In Deutschland wird der Alpha-Kurs in über 1200 Gemeinden angeboten (Stand Oktober 2006) und von verschiedenen Gemeinschaften, unter anderen von der katholischen Kirche. Geschäftsführer des gemeinnützigen Trägervereins „Alpha Deutschland“ ist seit Juni 2022 Dominik Sandles.
In der Schweiz wurde der Name Alphalive gewählt, da Alpha-Kurs als Markenname von einer Firma belegt ist.
In Österreich werden Alpha-Kurse unter anderem auch von der römisch-katholischen Erzdiözese Wien propagiert.

## Lob und Kritik
Teilnehmer von Alphakursen nennen die Möglichkeit, mit anderen Menschen über den Glauben zu sprechen und eigene Erfahrungen und Sichtweisen auszutauschen, als Bereicherung. Positiv wird auch gesehen, dass ein Alphakurs auf Freiwilligkeit beruht, kein Religionsunterricht ist und neuen Interessenten die Möglichkeit bietet, in die Gemeinde zu kommen und somit ein neues Konzept für Gemeinden darstellt.
Von verschiedenen Seiten wird der Alpha-Kurs kritisiert: Streng pietistische Kreise nehmen Anstoß an der Behandlung des Heiligen Geistes, die auch die Geistesgaben umfasst, und stufen den Alpha-Kurs daher als (zu) charismatisch ein. Die Reformierte Kirche Kanton Zürich, der der Alpha-Kurs zu evangelikal ist, gab einen eigenen Glaubenskurs, Glauben12 heraus, eine landeskirchlich-reformierte Einführung in den christlichen Glauben. Von dieser Seite wird dem Kurs voraufklärerisches Denken und dualistische Weltsicht vorgeworfen.